# Narangodes nigridiscata
Narangodes nigridiscata là một loài bướm đêm trong họ Noctuidae.